# Denis Péguilhan de Larboust
Denis Péguilhan de Larboust (* 1734; † 1804 in Dreux) war ein französischer Geistlicher und Hofbeamter.

## Leben
Denis de Péguilhan de Larboust, genannt Abbé de Larboust, war ein Sohn des Urbain de Péguilhan, Vicomte de Larboust, und der Anne de Pilotte. Sein älterer Bruder François, der am Hof als Marquis de Termes bekannt war, war 1757 Ritter des Ordens vom hl. Ludwig und Hauptmann im Regiment der Noailles-Infanterie. Er erwarb 1762 durch Heirat das noch heute bestehende Weingut Marquis de Terme. Seine Schwester Marie-Louise de Peguilhan war Äbtissin des Klosters Saint-Loup-lès-Orléans.
Für die kirchliche Laufbahn bestimmt, erhielt er im Februar 1740 die Tonsur, besuchte als Internatsschüler das Jesuitenkolleg in Toulouse, und wurde später Kleriker der Erzdiözese Paris. 1752 wurde er als Nachfolger des verstorbenen Bischofs Charles-Octavien d’Anthelmy Kommendatarabt der Benediktinerabtei Saint-Aignan in Saint-Chinian im Bistum Saint-Pons-de-Thomières (päpstliche Bestätigung 1753) und erhielt zusätzlich das Grammontenserpriorat Bercé im Bistum Le Mans.
Als Großvikar des Bischofs von Meaux wurde er im März 1757 zum Meister des Oratoriums (Maître de l’oratoire, ein Amt am Königshof) ernannt und trat damit die Nachfolge von Nicolas de Bouillé an. 1763 wurde er zum Kommendatarabt der Zisterzienserabtei Breuil in der Diözese Evreux ernannt, 1768 Staatsrat.
Im September 1769 legte er sein Amt als Meister des Oratoriums nieder und wurde durch Jean-Baptiste-Florimond-Joseph de Meffray de Césargues ersetzt. Am 10. Januar 1789 erhielt er die Abtei Rebais in der Diözese Meaux im Austausch gegen die Abtei Saint-Chinian (bis zur Aufhebung der Abteien in der Französischen Revolution 1791).
Er starb 1804 in Dreux.